# Vlad Gheorghe
Vlad Gheorghe, né le 22 février 1985 à Bucarest, est un député roumain au parlement européen.